# Robert Andrew Piper
Robert Andrew Piper (* 1966) ist ein australischer Funktionär der Vereinten Nationen, der von 2018 bis 2022 stellvertretender Generalsekretär und Leiter des Entwicklungskoordinierungsbüros der Vereinten Nationen war und seit 2022 UN-Sonderberater des UN-Generalsekretärs für Lösungen zur Binnenvertreibung ist.

## Leben
Robert Andrew Piper begann nach dem Schulbesuch ein Studium der Politikwissenschaft an der Australian National University (ANU), das er mit einem Bachelor of Arts (B.A. Political Science) mit Auszeichnung beendete. Ein darauf folgendes Studium der Fächer Französische Sprache und Literaturwissenschaft an der Université Paris 1 Panthéon-Sorbonne schloss er mit einem Zertifikat ab. Er trat 1990 in den Dienst der Vereinten Nationen ein und arbeitete zunächst für den Bevölkerungsfonds der Vereinten Nationen UNFPA (United Nations Population Fund) in Thailand. Nach darauf folgenden Funktionen war er zwischen 2002 und 2004 Entwicklungskoordinator der Interimsverwaltungsmission der Vereinten Nationen im Kosovo UNMIK (United Nations Interim Administration Mission in Kosovo) und 2004 World Fellow der Yale University. Nach dem Tsunami im Indischen Ozean im Dezember 2004 diente er als Stabschef des ehemaligen US-Präsidenten Bill Clinton in dessen Eigenschaft als Sondergesandter der Vereinten Nationen für die Koordination der Hilfs- und Wiederaufbaumaßnahmen nach dem Tsunami. Er hatte danach eine Reihe weiterer Positionen beim Entwicklungsprogramm der Vereinten Nationen UNDP (United Nations Development Programme) inne wie beispielsweise als erster Direktor des Millennium Development Goals Achievement Fund, mit dem die 2000 dargelegten acht Millenniums-Entwicklungsziele für 2015 erreicht werden sollten, und als stellvertretender Direktor für Notfallmaßnahmen.
Piper war daraufhin von 2008 bis 2013 als Residierender Koordinator und Humanitärer Koordinator der UN sowie Residierender Repräsentant des UNDP für Nepal. Im Anschluss fungierte er zwischen 2013 und 2015 als regionaler humanitärer Koordinator für die Sahelzone sowie von 2015 bis 2018 als stellvertretender Sonderkoordinator für den Friedensprozess im Nahen Osten und in Personalunion zugleich als ständiger Koordinator und humanitärer Koordinator für die Palästinensischen Autonomiegebieten. 2018 wurde er zum Leiter des Development System Transition Team ernannt, das eingerichtet wurde, um strategische Führung und Aufsicht über alle Aspekte der Neupositionierung der Reformen des Entwicklungssystems der Vereinten Nationen zu übernehmen. Am 31. Dezember 2018 wurde er stellvertretender Generalsekretär und Leiter des neu gegründeten Entwicklungskoordinierungsbüros der Vereinten Nationen (Assistant Secretary-General, United Nations Development Coordination Office). Während seiner dortigen Tätigkeit hat er dazu beigetragen, die ehrgeizigsten Reformen in der Geschichte der Entwicklungskoordination der Vereinten Nationen umzusetzen.
Am 4. Mai 2022 ernannte der Generalsekretär der Vereinten Nationen, António Guterres, Robert Andrew Piper zu dessen Sonderberater für Lösungen zur Binnenvertreibung (Special Adviser on Solutions to Internal Displacement). Die Ernennung eines Sonderberaters für Lösungen zur Binnenvertreibung ist eine Schlüsselkomponente des Aktionsprogramms des Generalsekretärs zur Binnenvertreibung. Die Aktionsagenda, die als Reaktion auf den Bericht des Hochrangigen Gremiums für Binnenvertreibung vom September 2021 entwickelt wurde, soll dazu beitragen, kollektive Maßnahmen zu mobilisieren und Lösungen für die Millionen von Menschen voranzutreiben, die heute innerhalb ihrer eigenen Länder vertrieben werden, wobei der Schwerpunkt auf der Verwurzelung liegt, die in der Agenda 2030 für nachhaltige Entwicklung (2030 Agenda for Sustainable Development) verankert sind. Der Sonderberater soll  eine solide Weiterverfolgung der Aktionsagenda sicherstellen und die Führungsrolle der Vereinten Nationen bei Lösungen stärken, indem er ein hochrangiges Engagement auf globaler, regionaler und nationaler Ebene für dauerhafte Lösungen für Binnenvertreibung mobilisiert. Durch die Stärkung der Verbindungen zu Entwicklungsakteuren, einschließlich internationaler Finanzinstitutionen, und Förderung der Zusammenarbeit innerhalb des Systems der Vereinten Nationen, soll er zudem dauerhafte Lösungen effektiver voranbringen. Der Sonderberater soll schließlich eine starke Betonung der nachhaltigen Entwicklung sicherstellen, insbesondere durch das erweiterte System der Residierenden Koordinatoren der Vereinten Nationen und die Länderteams der Vereinten Nationen auf der ganzen Welt.
Piper ist verheiratet und hat vier Kinder.